# Heeresgruppe H
Heeresgruppe H was een legergroep van het Duitse leger tijdens de Tweede Wereldoorlog. Deze Heeresgruppe werd opgericht op 11 november 1944 en werd opgeheven op 7 mei 1945 als gevolg van capitulatie van de Duitse troepen.

## Geschiedenis
Heeresgruppe H had haar front in Nederland en Noordrijn-Westfalen tot aan Duisburg.

## Commando[1]
| Rang                 | Naam                | Begin            | Eind            | Opmerking                            |
| -------------------- | ------------------- | ---------------- | --------------- | ------------------------------------ |
| Generaloberst        | Kurt Student        | 11 november 1944 | 28 januari 1945 |                                      |
| Generaloberst        | Johannes Blaskowitz | 28 januari 1945  | 21 maart 1945   |                                      |
|                      |                     | 21 maart 1945    |                 | Naamswijziging Heeresgruppe Nordwest |
| Generalfeldmarschall | Ernst Busch         | 21 maart 1945    | 7 mei 1945      |                                      |

## Eenheden
| Periode       | Eenheden                       |
| November 1944 | 1. Fallschirm-Armee, 15. Armee |
| Januari 1945  | 1. Fallschirm-Armee, 25. Armee |